# Les nouveaux mondes
Les nouveaux mondes is het debuutalbum van de Franse muziekgroep Nemo. Volgens het titelblad was het een album over feilen en vooruitgang, vallen en opstaan, wetenschap. Het album werd uitgebracht als groepsproject, maar al snel zou duidelijk worden dat het duo Louveton en Fontaine de dragers van de groep zouden zijn en blijven. Zo was bassist Hervé Esquis al weg voor dit album en stapte Bertrand in augustus 2002 op.

## Musici
- Jean Pierre Louveton – zang, gitaar
- Benoit Gaignon – basgitaar
- Guillaume Fontaine – toetsinstrumenten, zang
- Pascal Bertrand – slagwerk, percussie

## Muziek
| Nr. | Titel                                                            | schrijvers                             | Duur |
| --- | ---------------------------------------------------------------- | -------------------------------------- | ---- |
| 1.  | Abysses                                                          | tekst: Louveton; muziek: Louveton/Nemo | 9:04 |
| 2.  | Dr. Ferguson et les caprices du vent (1. Au dessus des toits)    | tekst: Louveton; muziek: Louveton/Nemo | 6;19 |
| 3.  | Danse du diable                                                  | muziek: Louveton/Nemo                  | 2:45 |
| 4.  | Tempête                                                          | tekst: Louveton; muziek: Louveton/Nemo | 7:11 |
| 5.  | Dans la lune encore                                              | tekst: Louveton; muziek: Gaignon/Nemo  | 6:07 |
| 6.  | Dr. Ferguson et les caprices du vent (2.Au dessus des pyramides) | tekst: Louveton; muziek: Louveton/Nemo | 5:46 |
| 7.  | Philéas (1.Départ / Europe)                                      | tekst: Fontaine; muziek: Louveton/Nemo | 4:50 |
| 8.  | Philéas (2.Les fleuves sacrés)                                   | tekst, muziek: Fontaine, Louveton      | 3:18 |
| 9.  | Philéas (3.Luna)                                                 | muziek: Louveton/Nemo                  | 6:05 |
| 10. | Philéas (4.Nouveau mondes)                                       | muziek Fontaine, Louveton/Nemo         | 6:09 |